# 罚神星
罚神星（128 Nemesis）是第128颗被人类发现的小行星，于1872年11月25日发现。罚神星的直径为188.2千米，质量为7.0×1018千克，公转周期为1665.175天。
罰神星以希臘神話的報應女神涅墨西斯命名。